# Relationale Typologie
Die relationale Typologie beschäftigt sich damit, wie Sprachen die beiden Aktanten, die als Agens bzw. Patiens fungieren, in transitiven und intransitiven Sätzen morphologisch und syntaktisch zum Ausdruck bringen. Bei den verschiedenen Typen dieser grammatischen Fundamentalrelationen spricht man auch von Typen unterschiedlicher (morphosyntaktischer) Ausrichtung (englisch alignment).

## Typen von Satzrelationen

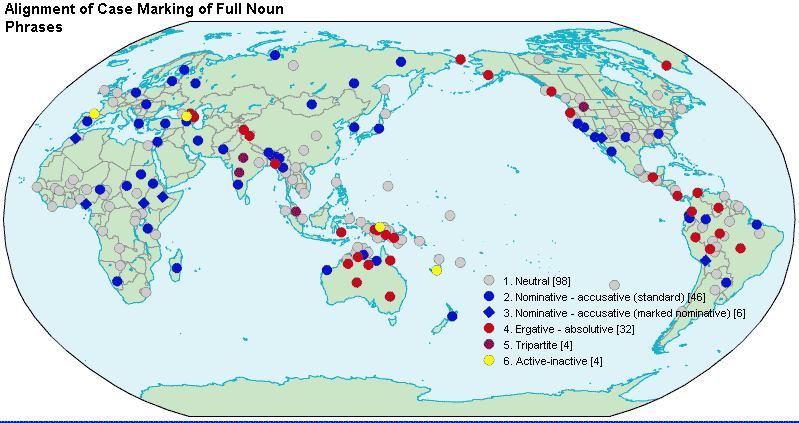
Sprachen der Welt unterscheiden sich in ihrer grammatischen Struktur darin, mit welchen Typen der morphosyntaktischen Ausrichtung sie jeweils die Beziehungen zwischen Aktanten eines Satzes zum Ausdruck bringen (in dieser grafischen Darstellung sind 190 Sprachen berücksichtigt):
grau – ohne explizit einen morphologischen Kasus zu markieren [Neutral] (52 %);
blau – Nominativ-Akkusativ [S/A, P] Standard (24 %), blaue Raute – markierter Nominativ (3 %);
rot – Ergativ-Absolutiv [S/P, A] (17 %), dunkelroter Kreis – Ergativ-Akkusativ [S, A, P] (2 %);
gelb – Aktiv-Inaktiv-Sprache [SP/P, SA/A] (2 %).

### Ausrichtung der monotransitiven Konstruktionen
In monotransitiven Konstruktionen ist das Verb des Satzes mit zwei Argumenten (Agens und Patiens) verbunden. Je nachdem, welches der beiden Argumente die Eigenschaften des einzigen intransitiven Argumentes hat, unterscheidet man drei Haupttypen der Ausrichtung:
- Akkusativsprachen, wie z. B. fast alle europäischen Sprachen
- Ergativsprachen, wie z. B. Baskisch oder fast alle kaukasischen Sprachen
- Aktivsprachen, wie z. B. Dakota oder Guaraní

Ferner unterscheidet man
- neutrale Ausrichtung, wie z. B. bei der Nominalflexion im Englischen
- dreigeteilte Ausrichtung
- hierarchische Ausrichtung, wie z. B. im Plains Cree

### Ausrichtung der ditransitiven Konstruktionen
Eine ähnliche Unterscheidung wird für Ditransitiv-Konstruktionen vorgeschlagen, also Konstruktionen, bei denen das Verb obligatorisch mit drei Argumenten verbunden ist. Diese wird meist anhand des Verhaltens des Verbes „geben“ festgelegt. Derjenige, der gibt, ist dabei das Agens, das, was gegeben wird, ist das Thema, und derjenige, dem etwas gegeben wird, ist das Ziel (englisch goal, manchmal auch Rezipient oder Empfänger). Der ditransitive Typ gibt an, welches der beiden Objekt-Argumente eines ditransitiven Satzes sich wie das Objekt eines transitiven Satzes verhält.
- indirektive Ausrichtung, d. h., das Patiens des transitiven Satzes wird gleich markiert wie das Thema des ditransitiven, wie z. B. im Deutschen
- sekundative Ausrichtung, d. h., das Patiens des transitiven Satzes wird gleich markiert wie das Ziel des ditransitiven, wie z. B. im Yoruba
- neutrale Ausrichtung, d. h., die beiden Objekt-Argumente des ditransitiven Satzes werden nicht markiert

## Split-Systeme
Es gibt Sprachen, in denen sich mehrere Typen der Ausrichtung feststellen lassen. In diesen Sprachen hängt es meist von bestimmten Eigenschaften der Argumente oder des Prädikates ab, welche der möglichen Ausrichtungsarten verwendet wird. Dieser Wechsel in der Ausrichtung der Argumentmarkierung wird als Split (bzw. einschränkender als Split-Ergativität) bezeichnet.
In vielen Fällen ist hierfür die Position der Argumente auf einer Skala, welche auf den Parametern Belebtheit (Animatheit) und Definitheit beruht, entscheidend. Diese Skala ist auch als Belebtheitshierarchie bekannt. Steht dabei beispielsweise das Objekt eines transitiven Satzes höher in der Hierarchie als das Subjekt, wird in diesen Sprachen eine andere Ausrichtung verwendet als im umgekehrten Fall, in dem das Subjekt höher in der Hierarchie steht als das Objekt.
In anderen Sprachen kann ein Wechsel in der Ausrichtung auch durch andere formale Merkmale hervorgerufen werden. Im Hindi beispielsweise wird die Ausrichtung durch den Aspekt bzw. das Tempus gesteuert.